# خالص المصاريف حتى رصيف الشحن

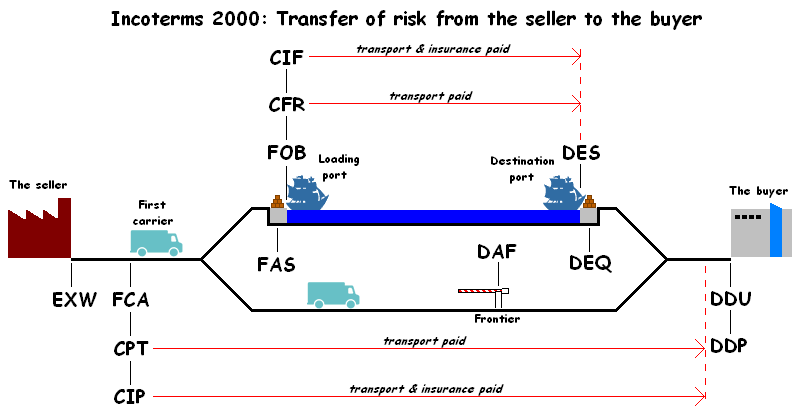

البيع بشرط التسليم على رصيف ميناء الشحن (بالإنجليزية:  Free Alongside Ship (F.A.S)‏ يقصد به البيع الذي ينتهى فيه التزام البائع بوضع البضاعة على رصيف الميناء الذي تقف عليه السفينة الناقلة أو توضع البضاعة في الصنادل التي تنقلها إلى السفينة الناقلة إذا كانت تقف بعيداً عن رصيف الميناء. ويعنى ذلك أن المشتري يتحمل جميع النفقات ومخاطر هلاك أو تلف البضاعة منذ هذه اللحظة. وهذا يعنى أنه على المشتري في هذا البيع، على خلاف البيع فوب “ Fob ” أن يخلص على البضاعة جمركيا حتى يتم تصديرها. ويحدد في هذا البيع ميناء الشحن.

## التزامات البائع
- يلتزم البائع بتوريد البضاعة مطابقة لما اتفق عليه في عقد البيع، مع تقديم ما يثبت هذه المطابقة إذا كان ذلك مشروطاً بمقتضى العقد.
- يلتزم البائع بتسليم البضاعة بجانب السفينة الناقلة على مرسى الشحن الذي يحدده المشتري في ميناء الشحن المسمى في عقد البيع بالطريقة المعتادة في هذا الميناء وفي التاريخ أو خلال المدة المتفق عليها، وأن يعلن المشتري بدون تأخير، بأن البضاعة قد تم تسليمها بجانب السفينة الناقلة. ويعنى هذا أن التزام البائع بالتسليم يتم بوضع البضاعة على رصيف الميناء الذي تقف عليه السفينة الناقلة ويتحمل المشتري تبعة الهلاك منذ هذا الوقت.
- يلتزم البائع بأن يقدم إلى المشتري بناء على طلبه وتحت مسئوليته وعلى نفقته، كل معونة في الحصول على ترخيص التصدير أو أي إذن يصدر من جهة حكومية ويكون لازما لإتمام تصدير البضاعة.
- يتحمل البائع، طبقا للبندين (3)، (4) من التزامات المشتري، ووفقا لما سنراه، جميع نفقات ومخاطر البضاعة حتى وقت تسليمها بجانب السفينة الناقلة في ميناء الشحن المحدد في العقد بما في ذلك نفقات أية إجراءات يقوم بها في سبيل تنفيذ التزامه بتسليم البضاعة بجانب السفينة الناقلة.
- يقوم البائع على نفقته بعملية حزم أو تعبئة البضاعة ما لم يقض العرف التجارى بشحن البضاعة صبا أو غير معبأة
- يلتزم البائع بدفع نفقات عمليات فحص البضاعة (نفقات فحص نوع البضاعة أو قياسها أو وزنها أو عدها) متى كانت هذه العمليات لازمة لتسليم البضاعة بجانب السفينة الناقلة.
- يلتزم البائع بأن يقدم – على نفقته – للمشتري وثيقة نظيفة (أي بدون تحفظات) تثبت تسليم البضاعة بجانب السفينة الناقلة المسماة في هذه الوثيقة.
- يلتزم البائع، بأن يقدم إلى المشتري بناء على طلبه وعلى نفقته شهادة المنشأ (شهادة تثبت مكان إنتاج أو تصدير البضاعة محل البيع).
- يلتزم البائع بأن يزود المشتري بناء على طلبه وتحت مسئوليته وعلى نفقته كل مساعدة للحصول على مستندات أخرى غير المشار إليها في البند (8) تصدر في دولة الشحن أو مصدر البضاعة (ويستبعد من ذلك سند الشحن وأية وثيقة قنصلية) والتي قد يطلبها المشتري لدخول البضاعة إلى الدولة التي يقع فيها ميناء الوصول (أو إذا كان ذلك لازما لمرورها عبر دولة أخرى).

## التزامات المشتري
- يلتزم المشتري بأن يخطر البائع باسم السفينة والرصيف الذي سيتم منه الشحن ومواعيد تسليم البضاعة بجانب السفينة.
- يتحمل المشتري جميع نفقات ومخاطر البضاعة من وقت تسليمها بجانب السفينة الناقلة في ميناء الشحن المتفق عليه وفي الميعاد أو خلال المهلة المتفق عليها، كما يلتزم بدفع الثمن المنصوص عليه في عقد البيع.
- يتحمل المشتري أية نفقات إضافية بسبب عدم وصول السفينة المتفق عليها لنقل البضاعة في الميعاد المحدد أو بسبب أن هذه السفينة لن يمكنها نقل البضاعة أو أنهت عملية شحن البضاعة عليها قبل الميعاد المتفق عليه. كما يتحمل المشتري جميع المخاطر المتعلقة بالبضاعة من وقت قيام البائع بوضعها تحت تصرف المشتري، بشرط أن تكون البضاعة مطابقة للعقد ومفرزة بوضوح ومعينة باعتبارها البضاعة محل البيع.
- إذا لم ينجح المشتري في تسمية السفينة الناقلة للبضاعة في الوقت المناسب، أو إذا احتفظ لنفسه بالحق في مهلة يتسلم فيها البضاعة أو يعين فيها ميناء الشحن، أو إذا أخفق المشتري في إعطاء تعليماته إلى البائع في الوقت المناسب، فإنه يتحمل أية نفقات إضافية بسبب هذا الإخفاق ويتحمل أيضا جميع مخاطر البضاعة من وقت انتهاء المهلة المتفق عليها للتسليم، بشرط أن تكون البضاعة مطابقة للعقد وتم إفرازها أو تعيينها باعتبارها البضاعة المتعاقد عليها.
- يتحمل المشتري جميع النفقات والتكاليف المتعلقة بالحصول على المستندات المشار إليها في البنود (3، 8، 9) من التزامات البائع.